# Lothar Thoms
Lothar Thoms (Guben, 18 de maig de 1958 - Forst, 5 de novembre de 2017) va ser un ciclista alemany de l'est, que va destacar en el ciclisme en pista. Va destacar especialment de la disciplina del quilòmetre on va ser el gran dominador a la darreria de la dècada de 1970 i els primers anys de la dècada de 1980 en què va guanyar la medalla d'or als Jocs Olímpics de Moscou i quatre Campionats del món.

## Palmarès
- 1977
  -  Campió del món en Quilòmetre contrarellotge
  - Campió de la RDA en Quilòmetre contrarellotge
- 1978
  -  Campió del món en Quilòmetre contrarellotge
  - Campió de la RDA en Quilòmetre contrarellotge
- 1979
  -  Campió del món en Quilòmetre contrarellotge
- 1980
  -  Medalla d'or als Jocs Olímpics de Moscou en Quilòmetre contrarellotge
- 1981
  -  Campió del món en Quilòmetre contrarellotge
- 1983
  - Campió de la RDA en Quilòmetre contrarellotge